# キユーソー流通システム
株式会社キユーソー流通システム（キューソーりゅうつうシステム、英: K.R.S.Corporation）は、日本の運送会社である。

## 概要
大手食品メーカーのキユーピーを親会社とし、本体や協力会社が共同配送に用いるトラックの荷台には「キユーソー便」のロゴが入っている。東証スタンダードに上場。キユーピーグループの物流を一手に請け負っているが、グループ以外にも積極的に営業展開を行っており、2024年11月期の営業収益に対するキユーピーの比率は6.2%である。
社名は前身の「キユーピー倉庫」から略したものであり、親会社・キユーピー同様に小文字の「ュ」ではなく大文字の「ユ」が使われている。
2021年1月18日にキユーピーが保有していた一部株式を売却した事に伴い、キユーピーの連結子会社からキユーピーの持分法適用関連会社となった。

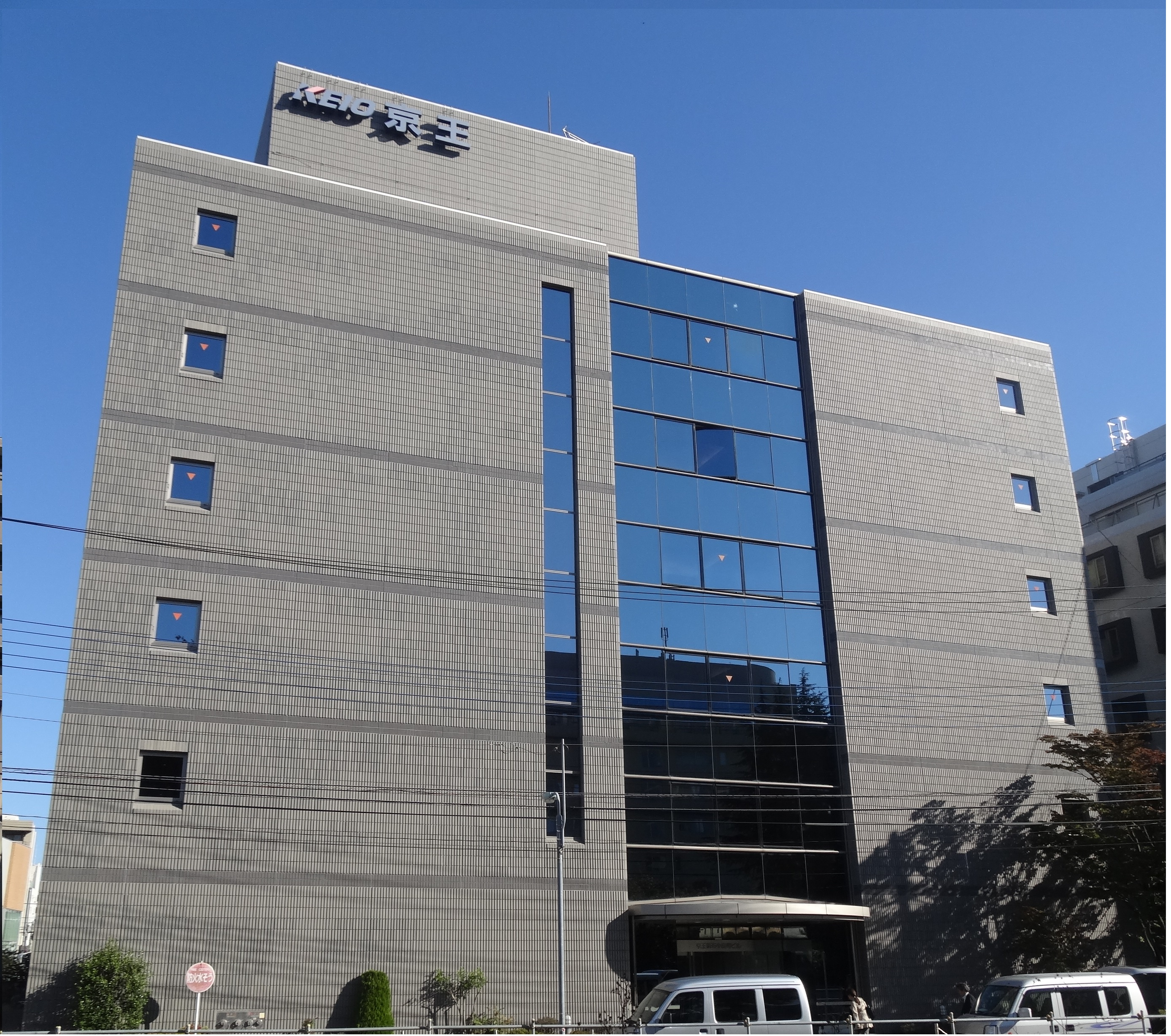
京王調布小島町ビル（旧本社）
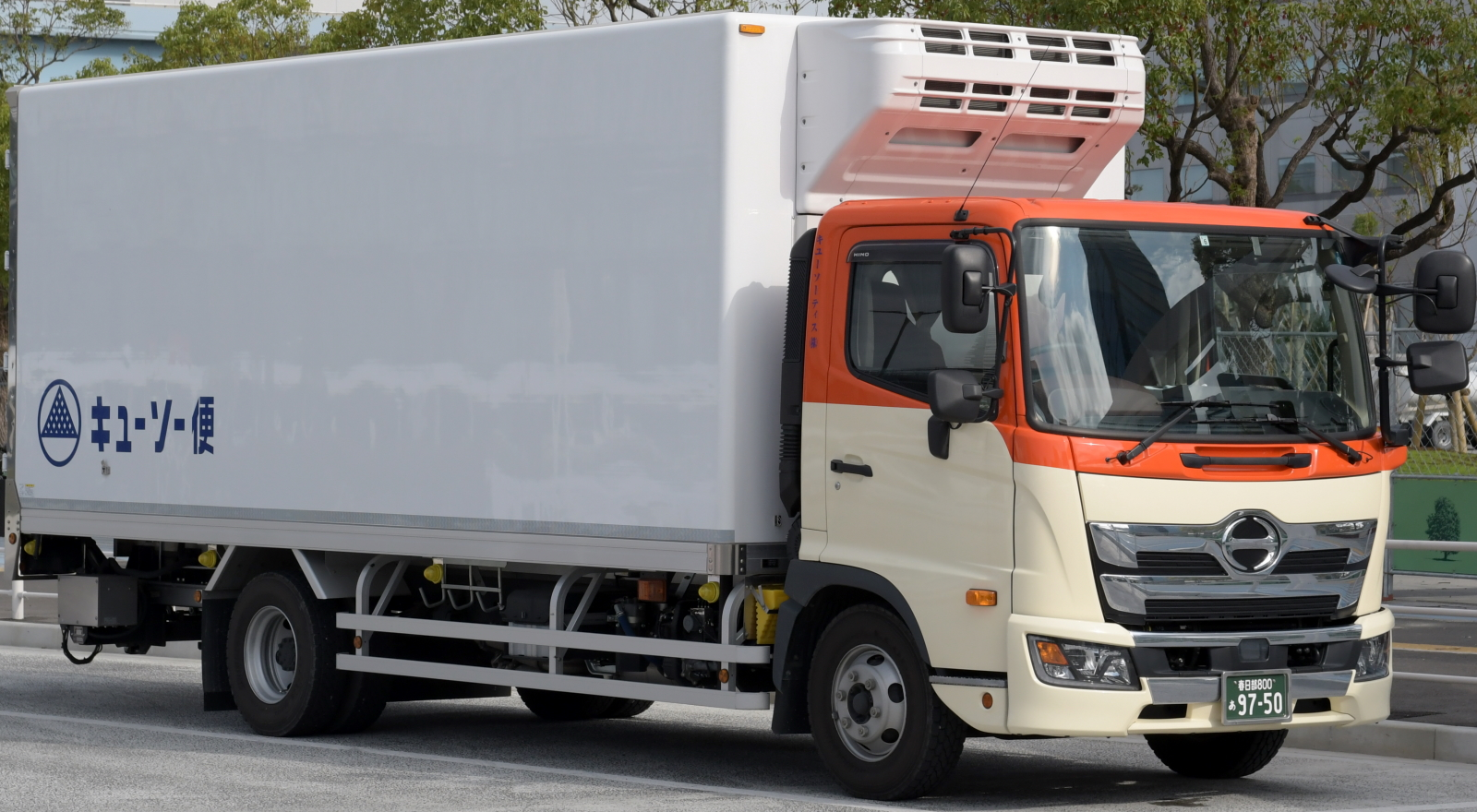
キユーソー便共同配送車両（キユーソーティス）

## 沿革
- 1966年2月 - キユーピーの倉庫部門が分離・独立し、｢キユーピー倉庫株式会社｣として設立[6]。本社は東京都調布市の仙川町にあった[6]。
- 1976年7月 - 商号を｢キユーピー倉庫運輸株式会社｣に変更[6]。
- 1989年11月 - 共同配送便の名称を｢キユーソー便｣に統一する[6]。
- 1989年12月 - 商号を｢株式会社キユーピー流通システム｣に変更[6]。
- 1993年11月 - 本社を調布市の京王調布小島町ビルに移す[6]。
- 1995年9月 - 東証第2部に株式を上場[6]。
- 2000年4月 - 商号を｢株式会社キユーソー流通システム｣に変更[6]。
- 2004年6月 - 東証第1部に株式を上場[6]。
- 2016年10月 - 本社を現在地に移転[6]。
- 2022年4月 - 東京証券取引所の市場区分の見直しにより、東京証券取引所の市場第一部からスタンダード市場に移行。

## グループ会社
国内事業者は全て株式会社である。

### 共同物流事業
- キユーソーティス株式会社

キユーソー流通システムの配送・輸送および自社での倉庫事業。
- 株式会社エスワイプロモーション

原材料である油脂・食酢等のローリー輸送、海上輸送および保管事業、通関業。
- 株式会社キユーソーエルプラン

キユーソー流通システムの倉庫および冷蔵庫の構内作業。
- 株式会社フレッシュデリカネットワーク

チルド食品を中心とした日配物流事業。
- キユーソー四国株式会社

食品の輸送・配送事業。

### 専用物流事業
- 株式会社サンエー物流

大手スーパーの首都圏物流センターオペレーション業務および運送事業。
- アクシアロジ株式会社

大手CVSの物流センターオペレーション業務および運送事業。
- キユーソーアレスト株式会社

大手スーパーの関西圏物流センターオペレーション業務および運送事業。
- 株式会社サンファミリー

大手CVSの物流センターオペレーション業務および運送事業。
- フードクオリティロジスティクス株式会社

### 関連事業
- キユーソーサービス株式会社

車両・燃料販売、産業車両整備、施設管理請負業および保険代理店業。
- 上海丘寿儲運有限公司

上海市内を中心とした低温の保管配送事業および上海発着の長距離輸送事業。食品原料を運搬するタンクローリー事業。
- PT Kiat Ananda Cold Storage

インドネシアにおける倉庫事業。
- PT Ananda Solusindo

インドネシアにおける倉庫事業。
- PT Manggala Kiat Ananda

インドネシアにおける国内輸送事業。
- PT Trans Kontainer Solusindo

フォワーディング、船舶貨物事業。